# Дом Козиной
Дом Козиной, или Здание бывшей Алексеевской частной восьмиклассной с правами правительственной женской гимназии Е. Д. Рейман, — здание в Минске, памятник архитектуры в стиле эклектики, построенный в конце XIX — начале XX в. Располагается по улице Кирова, 5. Сейчас в доме находится Суд Евразийского экономического союза.

## История
Построен Иеронимом Кноппом как доходный дом в 1890-е годы по адресу Петербургский переулок, 8 — угол Петербургского переулка и Михайловской улицы, доходный дом Козиной Елены Семёновны. В 1905 году на этом здании были установлены пулемёты, из которых расстреливали участников демонстрации, бежавших с Привокзальной площади (Курловский расстрел). Не позднее 1913 года — дом Эйсмонта. В 1913 году в здание переезжает Алексеевская частная женская гимназия Елизаветы Дмитриевны Рейман. Был надстроен четвертый этаж, изменена планировка. Здесь же помещалось управление четвертой полицейской части города. В 1923 году в здании открылась средняя образцовая железнодорожная школа № 25. Позже ей было присвоено имя Александра Червякова.
В 1968 музыкальная школа номер 102.
В 1973—1976 Минское педучилище.
Позже в здании был расположен комитет по образованию Мингорисполкома. Сейчас в доме располагается Суд Евразийского экономического сообщества.

## Архитектура
Дом представляет собой кирпичное трапециевидное четырехэтажное здание с двумя входами — со стороны главного и дворового фасадов. Главный фасад выделен центральным ризолитом и срезанными боковыми углами с треугольными аттиками с полуциркульным завершением в центре. Фасады насыщены декоративными деталями, выполненными кирпичной кладкой. Отдельные лепные элементы, как, например, рустированные пилястры, капители, лиштвы окон, карнизы, картуши и др. были покрыты белой штукатуркой. Вход со стороны ул. Кирова выделен треугольным фронтоном со стилизованным арочным завершением. По периметру здания, между третьим и четвертым этажами, проходит аркатурный фриз, который был расписан фресками (не сохранились).
Дом возведён из открытого неоштукатуренного кирпича, поэтому относится к так называемому «кирпичному стилю», где укладка использовалась одновременно как конструкционный и декоративный материал. Живописность этому зданию придавало контрастное соотношение цветовой гаммы фасадов: красный кирпич и отдельные лепные детали, покрытые белой штукатуркой (капители пилястр, карнизные пояски, лепные вставки на фронтоне главного входа, окантованные листья на замковых камнях окон и др.).
Внутренняя планировка была изменена с учетом назначения под гимназические классы. В центре между двумя лестницами находился вестибюль. Классные комнаты располагались по периметру этажей дома.